# Gøril Snorroeggen
Gøril Snorroeggen (Trondheim, 1985. február 15. –) olimpiai, világ- és Európa-bajnok norvég válogatott kézilabdázó. Nővére, Marte Snorroeggen szintén válogatott kézilabdázó.

## Pályafutása
Snorroeggen szülővárosában, Trondheimben kezdett sportolni, a Kattem IL sportegyesületben egyszerre volt tagja a labdarúgó és a kézilabdacsapatnak is. Mindkét sportágban pályára lépett a norvég utánpótlás-válogatottban. Végül a kézilabdát választotta, 2003-ban bemutatkozott a norvég első osztályban a Byåsen IL csapatban, 2004-ben pedig már a felnőtt kézilabda-válogatottban szerepelt, részt vehetett a decemberi Európa-bajnokságon, ahol aranyérmet nyert a csapattal. A norvég bajnokságban 2005-ben gólkirály lett. 2006-ban megvédte Európa-bajnoki címét. 2007-ben klubcsapatával eljutott a Kupagyőztesek Európa-kupája döntőjébe, ahol a román CS Oltchim Râmnicu Vâlcea ellen vereséget szenvedtek. Abban a szezonban Snorroeggen volt csapatának legeredményesebb játékosa a nemzetközi kupában, 42 góljával a góllövőlista 7. helyén végzett. 2008-ban a pekingi olimpián megszerezte első olimpiai bajnoki címét, 2011-ben pedig a világbajnokságon is győzni tudott csapatával.
2011-ben a dán bajnokságba igazolt a Team Esbjerg csapatához. A 2012-es olimpiai győzelem után már nem lépett pályára a válogatottban.
2013-ban felhagyott a kézilabdával, hogy tanulmányaira koncentrálhasson.

## Sikerei
- Olimpiai bajnok: 2008, 2012
- Világbajnokság győztese: 2011
  - ezüstérmes: 2007
- Európa-bajnokság győztese: 2004, 2006